# کوه‌ها در اسطوره‌شناسی
کوه‌ها در اسطوره‌شناسی به بررسی کوه‌هایی می‌پردازد که از زمانهای کهن نماد مورد علاقه مردم بوده‌اند و وارد در اسطوره‌شناسی آن‌ها شده‌اند.

## چین
- پانگو
- کوه جید Jade Mountain[۱][۲]
- کوه کونلون شان Kunlun Shan[۳]

## ایران
- کوه دماوند
- کوه قاف کوهی است افسانه‌ای و بلند که گویند گرداگرد زمین را پوشانده و خورشید از پشت آن طلوع می‌کند. در افسانه‌ها آمده‌است که خورشید شب‌ها را در چاهی پشت کوه قاف می‌گذراند. کوه قاف مکان چشمه آب حیات نیز ذکر شده و در ادبیات کنایه از دورترین نقطه جهان است. در شاهنامه محل آشیانه سیمرغ نیز هست.

## در هندوستان
- کوه اساطیری مرو
- مهم‌ترین کوه هندوستان هیمالیا است. (هیمالیا در لغت از دو جزء تشکیل شده‌است. یکی هیما، به معنی برف و سرما و دیگری لیا، به معنی خانه و انبار و هیمالیا در کل به معنی “خانه برف” است) هیمالیا از این جهت مقدس بوده‌است که در اسطوره‌شناسی هندو محل زندگی خدایان هندی بوده‌است. در مقابل کوههای بلند هیمالیا در جنوب، چند رشته کوه و تپه نیز در جنوب هند وجود دارند که ویندهیا (Vindhia) نامیده می‌شوند. ویندهیا در زبان هندی به معنی کوه جنوبی می‌باشد و افسانه‌های زیادی در مورد این کوه وجود دارد.